# フィリョス
フィリョス(Filhó)は、ポルトガル及びブラジル北東部地域の伝統的なデザートである。
小麦粉と卵の生地をボール状に成型し、油で揚げて砂糖とシナモンを混ぜたものをまぶす。ポルトガルでは、クリスマスの伝統である。ブラジルでは、砂糖とシナモンをまぶす代わりに、蜂蜜か溶かしたパネラ（黒砂糖の塊。ブラジルポルトガル語では、これをmel de rapaduraと呼ぶ）をかける。